# Big Cabin
Big Cabin – miasto w Stanach Zjednoczonych, w stanie Oklahoma, w hrabstwie Craig.